# Presidentvalet i Finland 1925
Presidentvalet i Finland 1925 anordnades i januari och februari 1925. Agrarförbundets kandidat Lauri Kristian Relander blev vald till president för en mandatperiod om sex år. En viss förvirring uppstod, när den sittande presidenten K. J. Ståhlberg inte ställde upp för en andra period. 
Republikens president valdes 1925 av 300 folkvalda elektorer. Det krävdes tre valomgångar för att avgöra valet.
I den andra omgången röstade de flesta socialdemokratiska elektorerna på Ryti, som därmed fick flest röster i den omgången. Motståndare i omgång tre blev Relander, eftersom han stöddes av de svenska elektorerna, vars parti hade gått till val utan egen kandidat. I den tredje omgången kasserades de kommunistiska elektorernas röster, eftersom de fortfarande valde att rösta på Matti Väisänen, trots att denne inte hade gått vidare från andra omgången.

## Valresultat
| Kandidat                | Parti   | Röster |
| ----------------------- | ------- | ------ |
| Väinö Tanner            | SDP     | 79     |
| Lauri Kristian Relander | Agr.    | 69     |
| Hugo Suolahti           | Saml.   | 68     |
| Karl Söderholm          | SFP     | 35     |
| Risto Ryti              | Framst. | 33     |
| Matti Väisänen          | SASF    | 16     |

| Kandidat                | Parti   | Röster |
| ----------------------- | ------- | ------ |
| Risto Ryti              | Framst. | 104    |
| Lauri Kristian Relander | Agr.    | 97     |
| Hugo Suolahti           | Saml.   | 80     |
| Matti Väisänen          | SASF    | 16     |
| Väinö Tanner            | SDP     | 2      |

| Kandidat                | Parti   | Röster |
| ----------------------- | ------- | ------ |
| Lauri Kristian Relander | Agr.    | 172    |
| Risto Ryti              | Framst. | 109    |